# Луций Цецилий Метел (трибун 49 пр.н.е.)
Вижте пояснителната страница за други личности с името Луций Цецилий Метел.
Луций Цецилий Метел (на латински: Lucius Caecilius L. f. Metellus) е политик на Римската република през края на 1 век пр.н.е.

## Произход и кариера
Произлиза от фамилията Цецилии, клон Цецилии Метели. Син е на Луций Цецилий Метел (претор 71 пр.н.е. и консул през 68 пр.н.е.), който е брат на Квинт Цецилий Метел Кретик. Внук е на Гай Цецилий Метел Капрарий и правнук на Квинт Цецилий Метел Македоник.
През 49 пр.н.е. Луций Цецилий Метел е народен трибун и е в опозиция към Гай Юлий Цезар. В началото на неговата служба избухва гражданската война между Цезар и сенатското множество с ръководството на Помпей. Консулите от тази година Гай Клавдий Марцел и Луций Корнелий Лентул Крус са привърженици на Помпей и през януари напускат Рим и отиват при него в Епир, Гърция. Луций Цецилий Метел отива в Капуа.
Вероятно той е този със същото име, който участва с Марк Антоний в битката при Акциум през 31 пр.н.е.